# 雷德克里克 (紐約州)
雷德克里克（英語：Red Creek）是位於美國紐約州韋恩縣的村。

## 人口
根據2020年美國人口普查的數據，雷德克里克的面積為2.42平方千米，當中陸地面積為2.35平方千米，而水域面積為0.07平方千米。當地共有人口495人，而人口密度為每平方千米205人。